# جريس دمشقي
جريس دمشقي (الاسم العلمي:Campanula damascena) هو نوع من النباتات يتبع جنس الجريس من الفصيلة الجريسية.